# 서장원 (1958년)
서장원(1958년 1월 20일 ~ )은 대한민국의 정치인이다. 3대 포천군의회 의장 출신으로 포천시장을 지냈다. 2015년 1월 14일에 성추행을 한 뒤 돈을 주고 무마하려한 혐의로 유죄 확정 판결을 받아 시장직을 상실하였다.

## 학력
- 포천선단초등학교 졸업
- 포천중학교 졸업
- 포천일고등학교 22회 졸업
- 경성전문대학 유통관리학과 졸업
- 대진대학교 법학 학사
- 대진대학교 법무행정대학원 법학 석사

## 경력
- 농업경영인회 포천읍 지회장
- 선단초, 포천고등학교 운영위원장
- 포천군 학교운영위원장 협의회장
- 포천군 체육회 족구협회장
- 자치분권 경기연대 공동대표
- 1995년 ~ 2002년 : 제2~3대 포천군의회의원
- 제3대 포천군(현.포천시)의회의장
- 2008.06.05 ~ 2010.06.30 제33대 경기도 포천시장(보궐선거, 무소속→한나라당)
- 2010.07.01 ~ 2014.06.30 제34대 경기도 포천시장(한나라당→새누리당)
- 2014.07.01 ~ 2016.07.29 제35대 경기도 포천시장(새누리당)[3]

## 지방선거의 배경
지난 2008년 6월 재보궐선거에서 경기도에서 무소속으로 출마하여 당선되었다. 2010년 2월 23일 6·2 지방선거를 앞두고 한나라당에 입당하였다.

## 역대 선거 결과
|  | 32.10% |

|  | 55.31% |

|  | 13.94% |

|  | 28.68% |

|  | 42.30% |

|  | 54.02% |

|  | 55.82% |

## 참고 자료
- 포천시장실